# Biology & Philosophy
Biology & Philosophy é uma revista acadêmica revisada por pares que publica artigos sobre filosofia da biologia, compreendidos para abranger questões conceituais, teóricas e metodológicas nas ciências biológicas.
A revista foi fundada por Michael Ruse em 1986, editada por ele de 1986 a 2000, depois editada por Kim Sterelny de 2000 a 2016, e atualmente é editada por Michael Weisberg. É publicado pela Springer.